# Polymorphus crassus
Polymorphus crassus är en hakmaskart som beskrevs av Van Cleave 1924. Polymorphus crassus ingår i släktet Polymorphus och familjen Polymorphidae. Inga underarter finns listade i Catalogue of Life.